# ناتانیل براون
ناتانیل براون (انگلیسی: Nathaniel Brown؛ زادهٔ ۲۰ مهٔ ۱۹۸۸) هنرپیشه، و بازیگر سینما اهل ایالات متحده آمریکا است.
از فیلم‌ها یا برنامه‌های تلویزیونی که وی در آن نقش داشته‌است می‌توان به به خلأ وارد شو اشاره کرد.